# Cosme Bardi
Pour les articles homonymes, voir Bardi (homonymie).
Cosme Bardi ou de Bardi, francisation de Cosimo de' Bardi (né vers 1576 à Florence et mort à Florence le 18 avril 1631) est un ecclésiastique italien qui fut successivement évêque de Carpentras puis archevêque de Florence.

## Biographie
Cosimo de' Bardi est issu de la noble famille des comtes de Verni en Toscane, fils de Giovanni de' Bardi et de Lucrezia Salviati et frère de Filippo de' Bardi, évêque de Cortone. Gouverneur d'Imola dans les États pontificaux, il est nommé recteur du Comtat Venaissin en 1614-1615 puis de 1616 à 1621. Évêque de Carpentras en 1616, il est consacré par le cardinal Ottavio Bandini. Il est ensuite vice-légat pontifical à Avignon en 1623-1629. En 1630 il est enfin promu à l'archevêché de Florence mais il y meurt dès l'année suivante.